# هوجی (دوره)
هوجی (به ژاپنی: 宝治 Hōji)، نام یک عصر تاریخی ژاپنی بود. این عصر بعد از کانگن و قبل از گنچو قرار داشت و از فوریه ۱۲۴۷ تا مارس ۱۲۴۹ میلادی به طول انجامید. در طی این عصر امپراتور گو-ساگا، امپراتور ژاپن بود.